# Erik Edlund

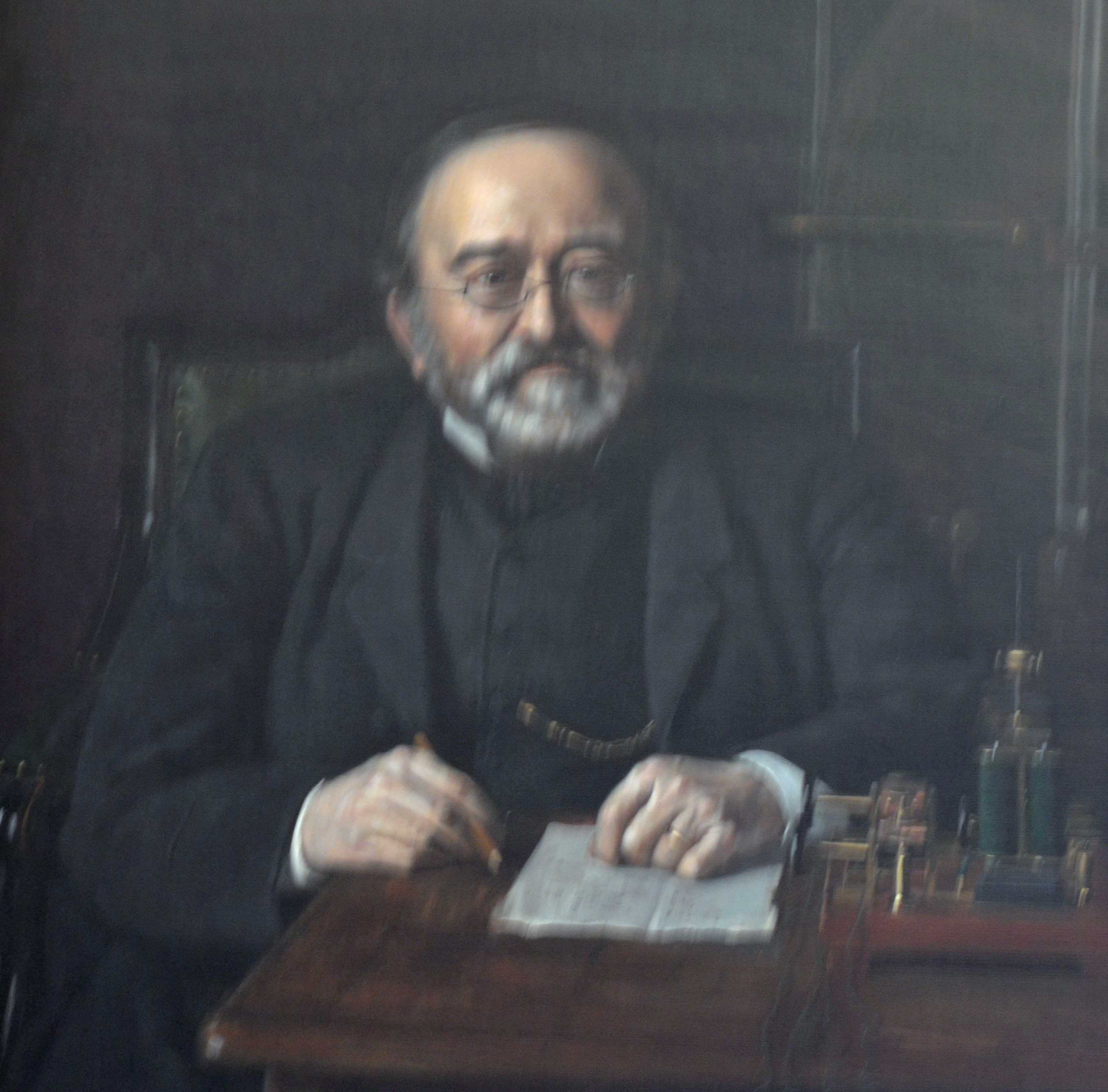
Erik Edlund, detalj av porträtt på Kungliga Vetenskapsakademien.

Erik Edlund, född den 14 mars 1819 i Edsbergs socken, Örebro län, död den 19 augusti 1888 i Vaxholm, var en svensk fysiker och riksdagsman.
Edlund blev 1840 student vid Uppsala universitet, filosofie magister 1845 och docent i mekanik vid Uppsala universitet 1846. Han anställdes 1850 som fysiker vid Kungliga Vetenskapsakademien och blev 1851 ledamot av samma akademi. År 1854 erhöll han professors namn, heder och värdighet. Han var därefter åren 1854–75 anställd som fysiker vid Elektriska telegrafverket.
Edlund författade flera viktiga arbeten inom fysik, av vilka kan nämnas Om de induktionsströmmar, som uppkomma vid öppnandet och slutandet af en galvanisk kedja (Vetenskapsakademiens Handlingar, 1848), Om de vid fasta kroppars volymförändring uppkommande värmefenomener (Öfversigt af Vetenskapsakademiens förhandlingar, 1861) och Qvantitativ bestämning af värmefenomener, som uppkomma vid metallers volymförändring (ibid., 1865).
En dåtida förklaring av elektriciteten, framförd av Robert Symmer, gick ut på att två ämnen rörde sig i motsatt riktning, men Edlund menade att det räckte med ett och identifierade detta med etern i den 1874 framlagda Théorie des phénomènes électriques. Denna svenska förklaring överskuggades dock snabbt av James Clerk Maxwell teorier från 1873.
År 1856 inlämnade Edlund till Vetenskapsakademien ett förslag till införande av meteorologiska observationer i Sverige. År 1858 upprättades ett nät av observationsstationer, vilka stod under hans ledning till 1873, då Statens Meteorologiska Centralanstalt inrättades. Detta resulterade i 14 band meteorologiska iakttagelser och avhandlingen Bidrag till kännedomen om Sveriges klimat (Vetenskapsakademiens Handlingar, 1875). Dessutom utgav han bland annat Om isbildningen i hafvet (Öfversigt af Vetenskapsakademiens förhandlingar, 1863) och Om naturkrafternas verkningar (Svensk tidskrift,  1875). 
Förutom medlemskapet i Vetenskapsakademien var Erik Edlund också ledamot av Vetenskapssocieteten i Uppsala från 1858, av Lantbruksakademien från 1858 (som hedersledamot från 1878) och hedersledamot av Finska Vetenskaps-Societeten från 1875. Han var ledamot av riksdagens andra kammare 1872, invald i Stockholms stads valkrets.